# 柏雪
柏雪（1984年6月6日—），湖南岳阳人，中國大陸女演員。

## 經歷
12岁进入北京陈爱莲舞蹈学校，2002年參加北京華夏星河文化傳媒有限公司影視培訓，之後進入北京戲曲藝術學院，大學就讀期間簽約到香港M8集團旗下，成為張衛健的師妹。
2005年參與由張衛健、謝霆鋒主演的電視劇《小魚兒與花無缺》，劇中飾演「小仙女」慕容仙一角，因詮釋鮮明活潑而大受歡迎，然柏雪在2006年結束電視劇《武十郎》的演出後及2006年7月28日更新個人博客便再無動靜，無預警從演藝圈消聲匿跡，關於柏雪的離奇「失蹤」也成為了中國娛樂圈的一大謎團。
2011年开始在新浪微博上活动的ID名「柏雪近在它香」的用戶，后被网友确认是柏雪本人，微博内容有关旅游、结婚生子等日常内容。不过这未打消天涯网、豆瓣网等不少网友的猜疑，仍在猜测柏雪的去向，乃至认为有关灵异事件。
2015年7月，电视剧《情深深雨濛濛》中梦萍的扮演者乐珈彤发微博表示柏雪安好勿念，并晒出了她与两个孩子去旅游的近照。

## 作品

### 電視劇
| 年度   | 劇名               | 角色   | 導演           |
| ------ | ------------------ | ------ | -------------- |
| 2004年 | 《赤子乘龍》       | 龍紫霞 | 鄭偉文         |
| 2004年 | 《天下第一媒婆》   | 妃子   | 李童           |
| 2004年 | 《京城四少》       | 柳芽兒 | 白鋼           |
| 2005年 | 《小魚兒與花無缺》 | 慕容仙 | 王晶           |
| 2005年 | 《我愛河東獅》     | 小麻雀 | 楊文軍         |
| 2005年 | 《特警猛龍》       | 玲玲   |                |
| 2006年 | 《屋頂上的綠寶石》 | 何慶珠 | 徐惠康、王子鳴 |
| 2006年 | 《武十郎》         | 阿好   | 崔寶珠         |

### 電影
| 年度   | 劇名           | 角色     | 導演   |
| ------ | -------------- | -------- | ------ |
| 2002年 | 《飛虎雄師》   | Pak Suet | 麥詠麟 |
| 2003年 | 《神勇鐵金鋼》 | Hailey   | 王晶   |